# Zona Especial Norte
Zona Especial Norte o Plan ZEN va ser un pla dissenyat pel ministeri d'Interior d'Espanya, llavors dirigit per José Barrionuevo del Partit Socialista Obrer Español, condemnat per terrorisme d'Estat el juliol de 1998, que va ser donat a conèixer al febrer de 1983, amb l'objectiu d'enfrontar-se a la violència d'ETA i frenar la situació insurreccional i de forta conflictivitat social que a principis dels vuitanta es vivia al País Basc i a Navarra.
El document té 348 folis i configurava l'estratègia i el pressupost per afrontar la política antiterrorista per Euskadi i Navarra i desincentivar i desactivar el món abertzale. El pla incloïa una “acció psicològica” amb l'objectiu de convèncer a la societat basca de la bondat de l'Estat i de les conseqüències del terrorisme i dels qui li feien suport social. El seu pressupost preveia inversions de 15.000 milions de pesetes repartits entre les “províncies basques”. L'objectiu final del pla era “neutralitzar, reduir i quebrantar la seva moral” per acabar “erradicant al grup -terrorista- en un termini més dilatat”.
Consta d'11 capítols i un preàmbul. Aquest preàmbul diu: 
| «                                                                             | Este Plan, integrado dentro de otro más general en el que se atienda a nivel nacional la problemática que en todo Estado plantea la seguridad ciudadana, trata de enfrentarse con la realidad y peculiaridades del País Vasco y Navarra. Sus líneas generales ofrecen una estructura con la que se pretende alcanzar ahora unos objetivos, definidos en este momento, pero lo suficientemente amplios y flexibles como para que puedan adaptarse a medida que las circunstancias lo vayan exigiendo o la situación lo requiera. Los objetivos últimos del Plan, objeto de análisis, son los siguientes: - Potenciación de la lucha contraterrorista en todos los campos: político, social, legal y policial. - Alcanzar la máxima coordinación entre las Fuerzas y Cuerpos de Seguridad del Estado y con otras Instituciones empeñadas en la erradicación de la violencia. - Compatibilizar las misiones generales de los Cuerpos de la Seguridad del Estado en la Zona Especial con las específicas que precisa para hacer frente a la problemática planteada. - Conseguir la permanencia en la Zona Especial del personal de los Cuerpos de Seguridad del Estado y darle la adecuada formación para que cumplan su misión con eficacia, proporcionándole los medios materiales y técnicos para tal fin. - Realizar acciones encaminadas a concienciar a la población vasca de que la desarticulación del aparato terrorista conlleva una mayor seguridad pública y una mejor defensa de las tradiciones vascas. | » |
| — Preámbulo del plan ZEN, recogido en la Enciclopedia digital vasca Auñamendi | |   |

Contra aquest pla i la posterior Llei antiterrorista de 1984 van recórrer els parlaments basc i català el 1987, per la qual cosa una part va ser declarada inconstitucional pel Tribunal Constitucional.
Inspirat per aquest pla, els grups punk Eskorbuto i RIP van llançar en 1984 un LP compartit titulat així.